# Euphorbia nutans
Euphorbia nutans là một loài thực vật có hoa trong họ Đại kích. Loài này được Lag. mô tả khoa học đầu tiên năm 1816.

## Hình ảnh

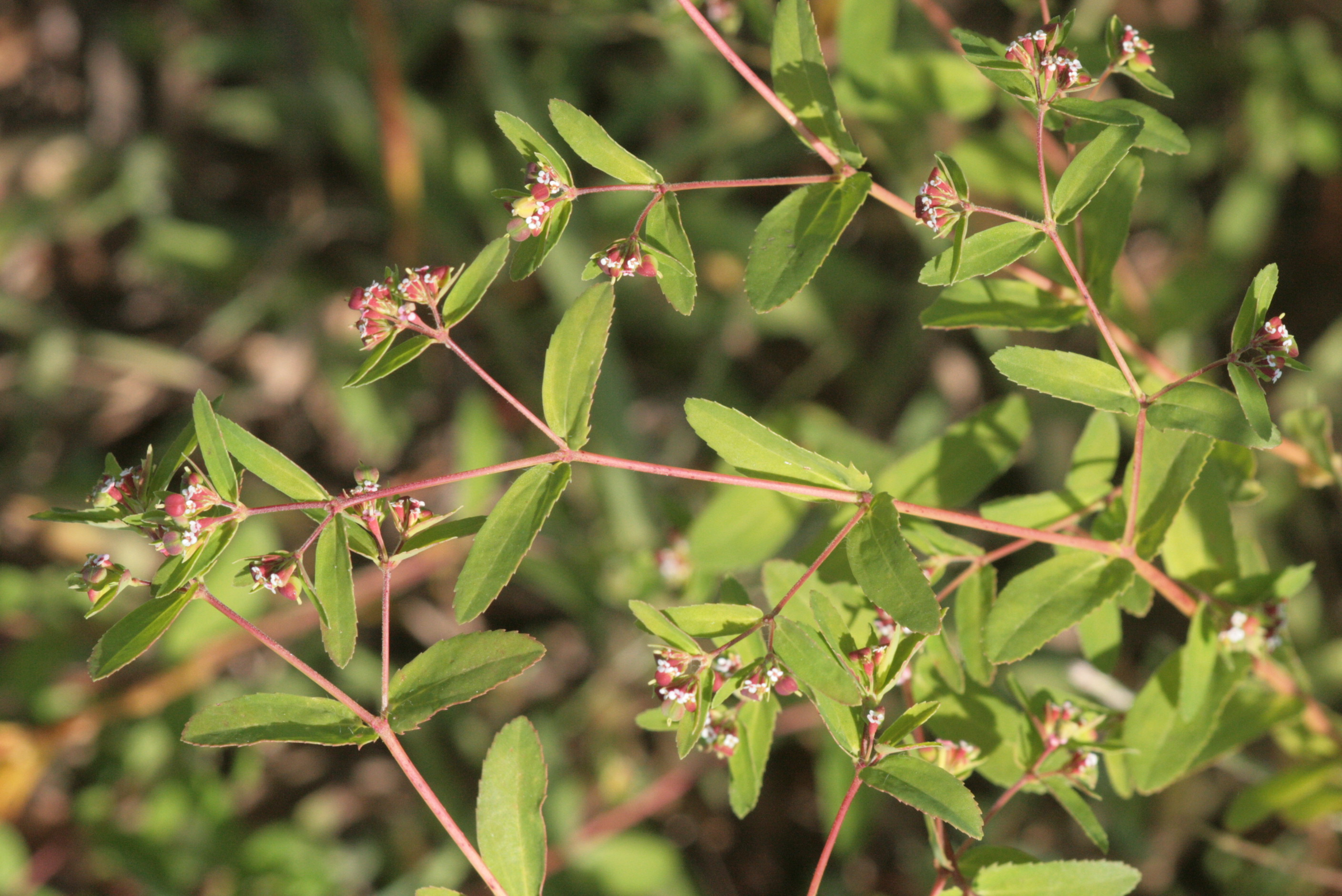
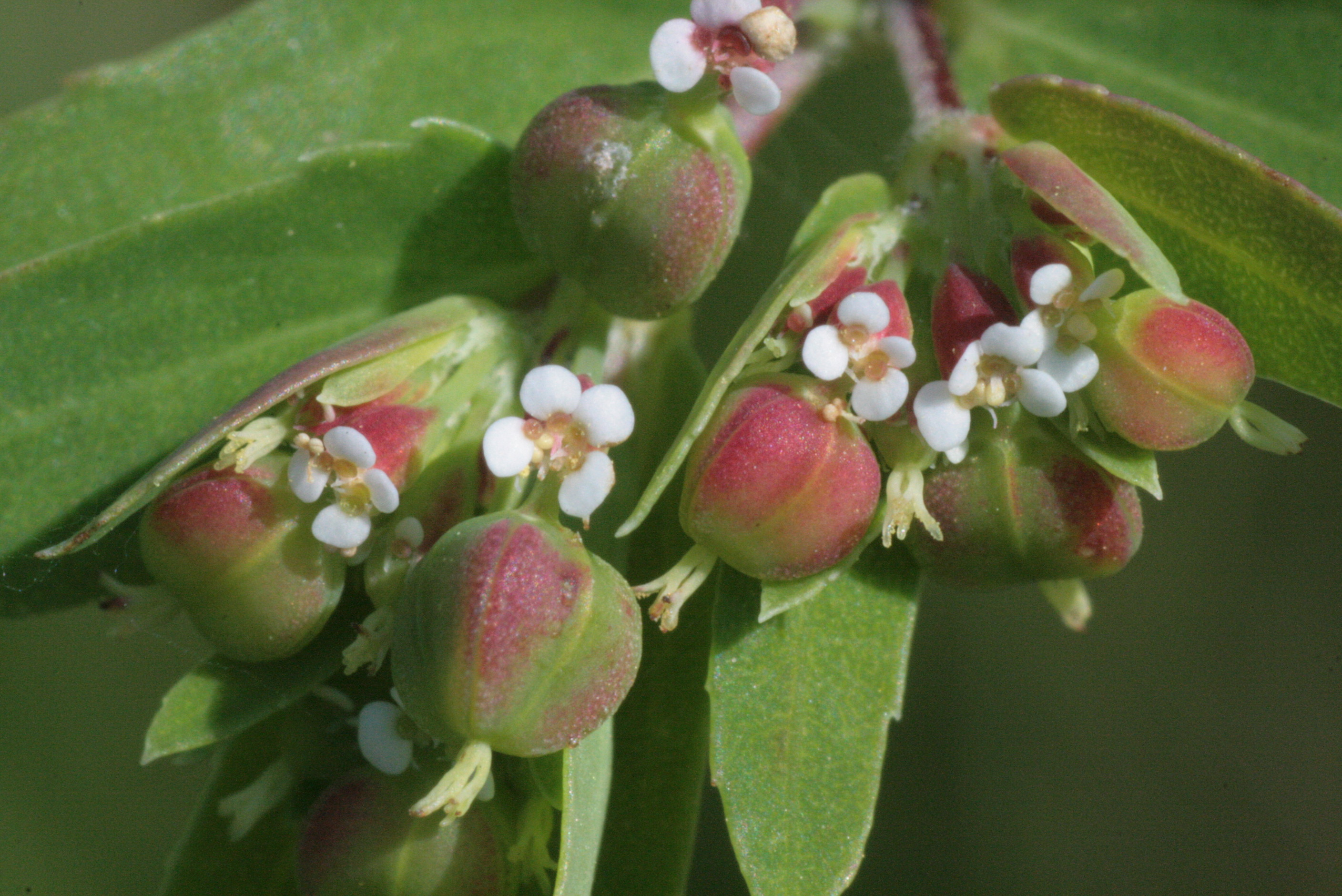
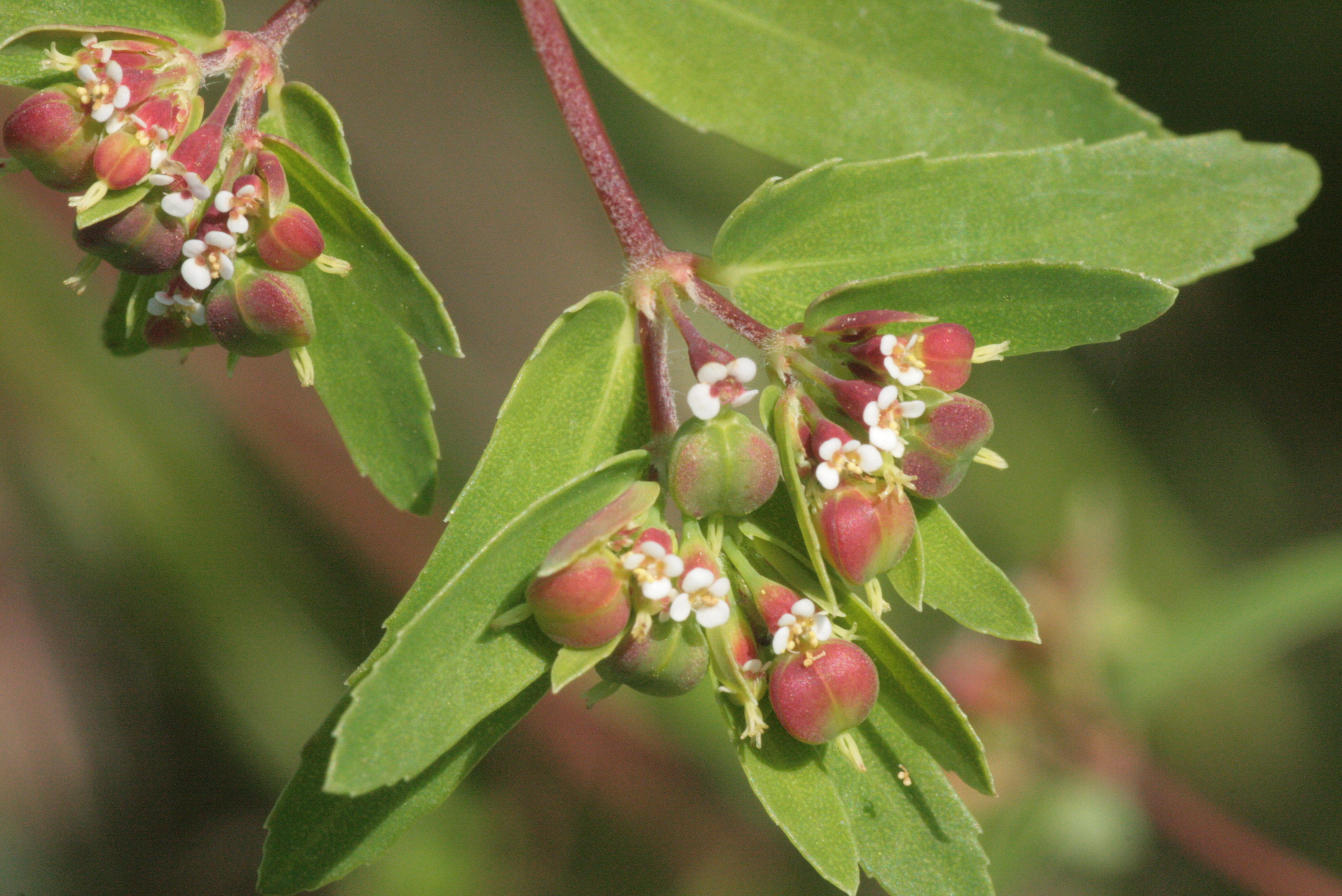
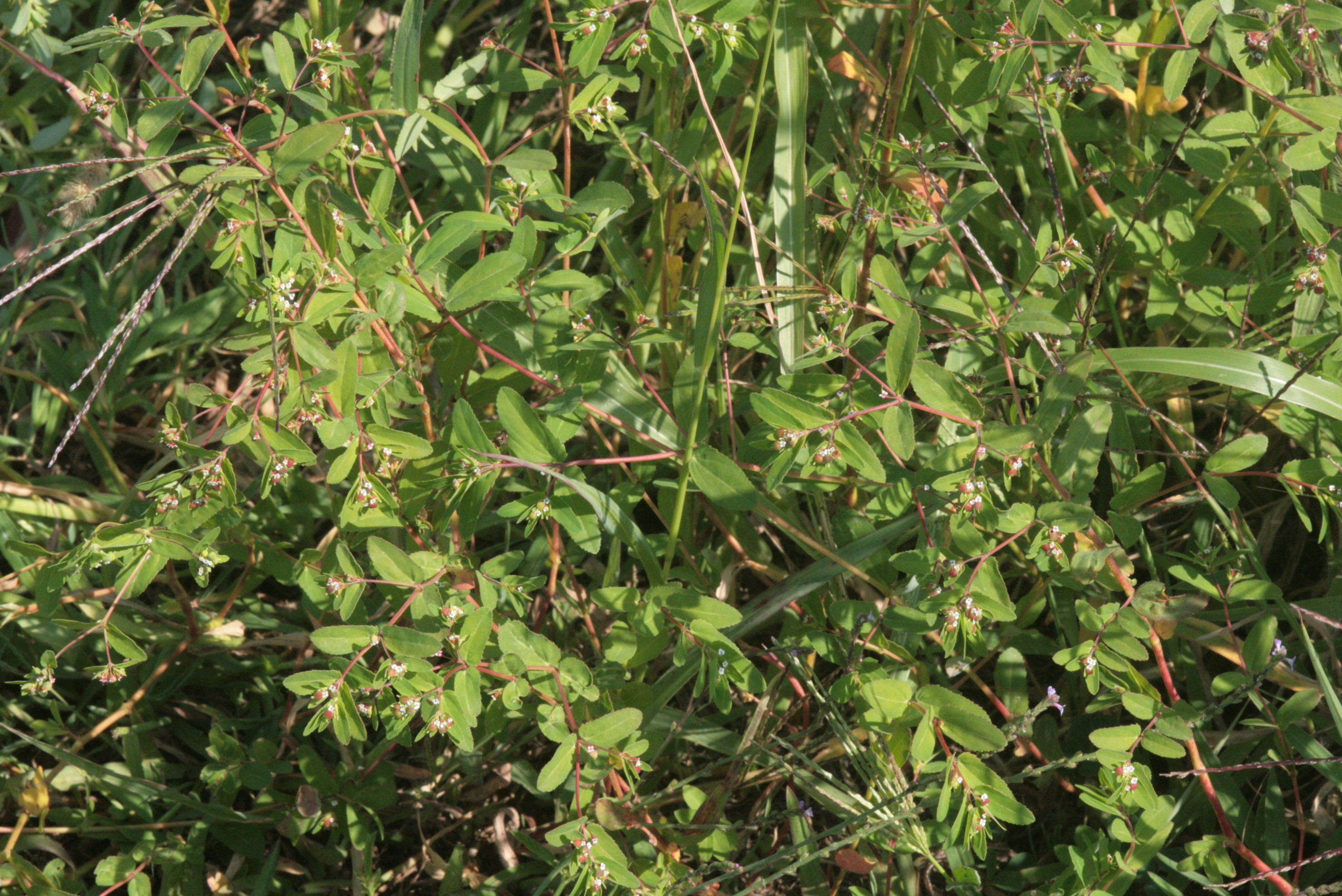